# Raymond Moody
Raymond A. Moody, Jr. (* 30. června 1944 Porterdale, Georgie) je americký spisovatel, psycholog a lékař, první badatel zabývající se tematikou prožitků blízkých smrti. Je známý jako autor knih o posmrtném životě a prožitcích blízkých smrti. Napsal 11 knih. Jeho nejznámější kniha se jmenuje Život po životě (anglicky Life After Life), která byla poprvé vydána v roce 1975 (česky 2005).

## Vzdělání a počátky kariéry
Moody vystudoval doktorát z filosofie (1969) na University of Virginia a psychologie na University of West Georgia, kde později působil jako profesor. Dosáhl také lékařského vzdělání (titul M.D. – ekvivalent českého MUDr., 1976, Medical College of Georgia).
Po získání lékařského titulu pracoval Moody jako soudní psychiatr ve státní nemocnici v Georgii. Od roku 1998 působil na univerzitě Nevada, Las Vegas.

## Výzkum prožitků blízké smrti
Během studií na univerzitě ve Virginii v roce 1965 se Moody setkal s psychiatrem Dr. Georgem Ritchiem, který jej seznámil se svým prožitkem blízké smrti. Ritchie měl tento prožitek ve svých 20 letech, později jej popsal v knize Return From Tomorrow, vydané v roce 1978. Moody začal dokumentovat prožitky blízké smrti dalších lidí a zjistil, že mají některé společné rysy, např. pocit bytí mimo tělo, průchod tunelem, setkání s mrtvými příbuznými a vnímání silného světla. V roce 1975 Moody publikoval mnoho těchto prožitků v knize Život po životě, kde použil pojmu prožitek blízký smrti (anglicky near-death experience).
V roce 1992 byl natočen televizní dokument založený na knize Život po životě, který vyhrál na filmovém festivalu v New Yorku bronzovou medaili v kategorii mezilidských vztahů.
V rozhovoru s Jeffrey Mishlove, Moody sdělil své osobní závěry o svém výzkumu prožitků blízké smrti:
Na základě rozhovorů s tisíci lidí o jejich prožitcích blízké smrti a mnoha vlastních prožitcích některých typických příznaků prožitků blízké smrti jsem přesvědčen, že existuje život po smrti. Na základě výpovědí svých pacientů nemám absolutně žádné pochybnosti, že se na krátko dostali na onen svět.

## Ohlas v Česku
Moody navštívil Československo (1991) a Česko (2010), kdy s ním Česká televize natočila rozhovor.
V roce 2011 mu Český klub skeptiků Sisyfos udělil negativní cenu Bludný balvan za „pseudovědeckou interpretaci zážitků blízkosti smrti“.

## Osobní život
Moody se narodil v Porterdale, Georgii. Byl třikrát ženatý.